# السيوي
السِّيوي(ة) أو أمازيغية سيوة (بأمازيغية سيوة: جلان نیسیوان) (بالتيفيناغ : ⵜⴰⵙⵉⵡⵉⵜ) هي لغة أمازيغية في مصر، يتحدث بها ما بين 15 إلى 20 ألف شخص في واحتي سيوة والقارة بالقرب من الحدود الليبية.
تأثر السيوي تأثُّرا جسيما باللغة العربية، خاصة عبر اللهجتين البدوية والمصرية، بل وحتى المراحل المبكرة من تطور العربية.
يُعَدُّ السيوي اللغة الأمازيغية الوحيدة الأصيلة في مصر.
وهناك تراجع في استخدامها من طرف سكان وأهالي سيوة، حيث انتقل معظمهم إلى استخدام العربية كلغة أساسية. كما أن بعض السكان الأصليين يبدون نفورا ملحوظا عن هذه اللغة، حيث يعتقدون أنه يجب تعويضها باللغة العربية كلغة أساسية في تعليم أبنائهم. وعموما، فإن الغالبية العظمى من السكان الأصليين تنظر إلى اللغة بشكل إيجابي ويتعلم الجميع تقريبا التحدث باللغة العربية كلغة ثانية في سن مبكرة.

## تصنيف
تقليديا، تم ربط السيوية بالفرع الزناتي للأمازيغية، وذلك تبعا لرأي مؤرخ القرن 15 م تقي الدين المقريزي. ويَذكر Vycichl أن السيوية تُشارِك الزناتية خاصية اختزال الصائت البدئي.
صنف موقع إثنولوج اللهجة السيوية ضمن الأمازيغية الشرقية مع لغات أوجلة وسوكنة في وسط وشرق ليبيا.
وكوسمان (1999) ربطها مع لغة سوكنة ولغة نفوسي من غرب ليبيا وتونس، لكن لم يربطها بلهجة أوجلة. أما «مشروع اللغات المهددة بالانقراض» يصنف لغة سيوة كلغة معرضة للانقراض، بنسبة يقين 20٪ على أساس الأدلة التي تم تجميعها.
يُصَنِّفُ مشروع اللغات المعرضة للخطر السيوية على أنها لغة قابلة للانقراض بنسبة جَزْم تبلغ 20% اعتمادا على بيانات تم تجميعها.

## النظام العددي
النظام العددي السيوي مستعار في غالبه من العربية. احتفظ الناطقون بالسيوية بعددين أمازيغيين أصيلين فقط، وهما واحد واثنان، يُستخدمان بشكل دائم في حال وصف الأسماء، لكنهما ينافسان مقابليهما العربيين في حال الحساب. الأعداد من 3 إلى 10 لها نفس الشكل سواء أفادت في وصف الأسماء أو الحساب. أورد ناومَن (2009) في وصفه للأعداد من 11 إلى 19 على أن لها شكلين مستقلين، أحدهما لبيان وصف الأسماء والآخر للحساب.

## تراث
السيوية ليست لغة مكتوبة، فالسيويون عادة ما يكتوبون بالعربية. لكنها، بالرغم من ذلك، لغة حاملة لتراث شفهي ذو تدوين محدود. من أبرز الأنواع الأدبية المستقاة من المادة المنشورة والقليلة نسبيا: الشعر والحكاية الخرافية والألغاز والأمثال.

### استشهادات
1. 1 2 3 4 5  Grammatical Contact in the Sahara: Arabic, Berber, and Songhay in Tabelbala and Siwa, Lameen Souag, PhD thesis, SOAS, 2010
2. 1 2  اللهجة السيوية على موقع إثنولوج نسخة محفوظة 01 أغسطس 2017 على موقع واي باك مشين.
3. ↑  (سواق 2013: 32-33)
4. ↑  (سواق 2009: 51: 51-75)
5. 1 2  Battenburg, John. 1999. "The Gradual Death of Berber Language Communities in Tunisia." In International Journal of the Sociology of Language, 137: 147-161.
6. ↑  Dimmendaal, Gerrit, and Erhard Voeltz. 2007. "Africa". In Christopher Moseley, ed., Encyclopedia of the world's endangered languages.
7. ↑  المقريزي، أحمد بن علي بن عبد القادر (1997). «المواعظ والاعتبار بذكر الخطط والآثار». بيروت: دار الكتب العلمية. الصفحة 435. نسخة محفوظة 22 سبتمبر 2017 على موقع واي باك مشين.
8. ↑  Ethnologue Report for Siwi نسخة محفوظة 03 فبراير 2013 على موقع واي باك مشين.
9. ↑  Kossmann, Maarten. 1999. Essai sur la phonologie du proto-berbère. Köln: Köppe.
10. ↑  Endangered Languages Project - Siwi نسخة محفوظة 07 أكتوبر 2017 على موقع واي باك مشين.
11. ↑  Brenzinger Matthias. 2007. "Language Endangerment in Northern Africa." Matthias Brenzinger- Mouton de Gruyter. Ch.6: 123-139
12. ↑  Moseley, Christopher. 2010. "Atlas of the World’s Languages in Danger." Christopher Moseley (edt.) 3rd edn.
13. ↑  موسلي، كرِستُفَر (2010). «أطلس لغات العالم التي في خطر». الطبعة الثالثة.
14. ↑  Werner Vycichl. 2005. "Jlân n Isîwan: Sketch of the Berber Language of the Oasis of Siwa (Egypt)," Berberstudien & A Sketch of Siwi Berber (Egypt). Ed. Dymitr Ibriszimow & Maarten Kossmann. Berber Studies, vol. 10. Cologne: Rüdiger Köppe Verlag. ISBN 3-89645-389-0
15. 1 2 3  كرِستفريد ناومَن (2009). «السيوي». أنظمة لغات العالم العددية. معهد ماكس بلَنك للتاريخ الإنساني. نسخة محفوظة 10 مارس 2016 على موقع واي باك مشين.